# Thrixspermum borneense
Thrixspermum borneense är en orkidéart som först beskrevs av Robert Allen Rolfe, och fick sitt nu gällande namn av Henry Nicholas Ridley. Thrixspermum borneense ingår i släktet Thrixspermum och familjen orkidéer. Inga underarter finns listade i Catalogue of Life.